# Boogeyman (filme)
Boogeyman (no Brasil, O Pesadelo; em Portugal, Quem Tem Medo do Papão?) é um filme estadunidense-neozelandês de 2005, dirigido por Stephen Kay, baseado no monstro conhecido como "bicho-papão".
O roteiro foi escrito por Eric Kripke, Juliet Snowden e Stiles White, e a trilha sonora foi composta por Joseph LoDuca. O filme teve continuação com a estreia em 2008 de Boogeyman 2 e em 2009 de Boogeyman 3.

## Sinopse
Na sua infância Tim Jensen cresceu em uma casa aparentemente mal-assombrada, o que fez com que crescesse cheio de traumas. Agora, com um trabalho fixo e com um relacionamento com Jessica ele tenta esquecer esses fatos ocorridos em sua infância.
Mas quando sua mãe morre, Tim aceita retornar à casa onde cresceu para saber se os seres que tanto o atormentaram no passado são reais ou apenas fruto de sua imaginação em uma tentativa de eliminá-los de uma vez por todas.

## Elenco
- Barry Watson ... Tim Jensen
- Emily Deschanel ... Kate Houghton
- Skye McCole Bartusiak ... Franny Roberts
- Tory Mussett ... Jessica
- Andrew Glover ... Bicho Papão
- Lucy Lawless ... Mãe de Tim
- Charles Mesure ... Pai de Tim
- Philip Gordon ... Tio Mike
- Aaron Murphy ... Tim (jovem)
- Jennifer Rucker ... Pam
- Michael Saccente ... Pai de Jessica
- Louise Wallace ... Mãe de Jessica
- Brenda Simmons ... Avó de Jessica
- Josie Tweed ... Irmã de Jessica

## Lançamento
O filme estreou nos Estados Unidos em 4 de fevereiro de 2005, em Portugal no dia 14 de julho e no Brasil em 21 de abril do mesmo ano. Arrecadou 67 milhões de dólares nos cinemas e 28 milhões com as vendas em DVD. Duas sequências foram feitas nos anos seguintes: Boogeyman 2 (2008) e Boogeyman 3 (2009).